# Pałac w Kraśniku Dolnym
Pałac w Kraśniku Dolnym – zabytkowy pałac w Kraśniku Dolnym, w województwie dolnośląskim, w powiecie bolesławieckim, w gminie Bolesławiec.
Wpisany do rejestru zabytków. Wybudowany w drugiej połowie XVIII w., przebudowany w latach około 1860 i 1923 dla rodziny Wendland. Obecnie dom mieszkalny.